# Paul Honiss
 Paul Gerard Honiss, né le 18 juin 1963 à Hamilton (Nouvelle-Zélande) est un arbitre international néo-zélandais de rugby à XV. 

## Carrière d'arbitre
Il a arbitré son premier match international le 20 février 1997 et son premier test match le 5 juillet 1997 à l'occasion d'un match entre l'équipe des Samoa et l'équipe des Fidji.
Paul Honiss a arbitré notamment trois matchs de la coupe du monde de rugby 2003, sept matchs du Tournoi des Six Nations et trois matchs du Tri-nations (au 29-07-06).  

## Palmarès d'arbitre
- 45 matchs internationaux (au 19 octobre 2007)
- 46 matchs du Super 12  (au 5 août 2006)